# Vector M12
Vector M12 to samochód sportowy produkowany przez Vector Aeromotive pod firmą-matką Megatech i był pierwszym samochodem wyprodukowanym po przejęciu firmy od Jerry'ego Wiegerta przez indonezyjską firmę Megatech. Model produkowany był od 1995 do 1999 roku, kiedy to produkcję wstrzymano ze względu na powolną sprzedaż samochodu. Produkcja wyniosła łącznie 17 sztuk łącznie z prototypami.

## Historia i specyfikacja
Samochód bazował na Lamborghini Diablo, wykorzystując większość komponentów mechanicznych i silnik V12, ponieważ Lamborghini było wówczas własnością Megatech firma podjęła takie kroki, aby wyprodukować samochód w większych ilościach przy niskim koszcie. Silnik umieszczono centralnie przed skrzynią biegów, a nie za nią jak w Lamborghini. Stylizacja była lekką modyfikacją pojazdu Vector AWX-3, który był projektem wciąż narodzonym w wyniku przejęcia Megatech, a później naruszonym przez byłego właściciela firmy Wiegerta po tym, jak wszczął procesy sądowe i opatentował projekty, aby uniknąć ich ponownego wykorzystania. Nowi właściciele, firma Megatech, zatrudnili projektanta Petera Stevensa do stworzenia bardziej ucywilizowanej i nowoczesnej wersji AWX-3. Układ napędowy wynosił 5,707 cm3 (5.7 L) Silnik Lamborghini V12, który miał moc 499 KM przy 5200 obr./min i 576 Nm momentu obrotowego przy 4900 obr./min. Różniło się to od podwójnie turbodoładowanego silnika Rodeck V8 w W8 i AWX-3, ponieważ uznano je za zbyt kosztowne do seryjnej produkcji nowego modelu. Silniki W8 i AWX-3 zostały zamontowane poprzecznie, w przeciwieństwie do silnika V12 M12, który był zamontowany wzdłużnie. Zmiany inżynieryjne umieściły kokpit nieco bardziej z przodu niż w AWX-3, z krótszym przodem i dłuższą linią tylną. M12 był w stanie przyspieszyć od 0−60 mi/h (−97 km/h) w 4,8 sekund i osiągnął prędkość maksymalną 304 km/h.

## Produkcja

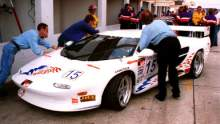
Samochód wyścigowy Vector M12 ASR

Megatech zamierzył, aby M12 był bardziej przyjazną dla dróg wersją AWX-3, która miała przejechać 23 kilometry na jeden galon paliwa. W sumie wyprodukowano 17 samochodów, w tym trzy lub cztery modele przedprodukcyjne i 14 modeli produkcyjnych. Jeden z przedprodukcyjnych samochodów M12 został fabrycznie przystosowany do specyfikacji sportów motorowych, ale nie spisał się pomyślnie z powodu problemów mechanicznych. Samochód ten został ponownie przerobiony, tym razem na SRV8, który miał być następcą M12.
Produkcja M12 zakończyła się w 1999 roku, kiedy Vector nie był w stanie zapłacić Lamborghini za silniki. Lamborghini przyjął W8 jako zapłatę, ale Wiegert wniósł sprawę o prawo własności tego samochodu i wygrał sprawę. Mimo to samochód nie został zwrócony.

## Media
Vector M12 zdobył niepomyślną nagrodę magazynu Autoweek jako najgorszy samochód kiedykolwiek testowany w historii AutoWeek. Z retrospekcji CarThrottle opisał M12 jako beznadziejnie wykonaną pracę i zauważył, że „potencjalnym klientom trudno było uzasadnić wydanie 189 000 dolarów na samochód z nadwoziem kajaka, który był wolniejszy, brzydszy i miał gorszą jakość wykonania niż Lamborghini Diablo”. MSN Autos umieściło M12 na swojej liście „Najgorszych supersamochodów świata”.
M12 pojawia się w wielu grach wideo, w tym:
- Gran Turismo 2, zarówno w wersji produkcyjnej, jak i edycji LM;
- Mercedes Benz World Racing jako samochód do pobrania
- Sports Car GT
- San Francisco Rush
- Rush 2: Extreme Racing USA